# Emil Hácha
Emil Dominik Josef Hácha (12. července 1872 Trhové Sviny – 27. června 1945 Praha) byl český právník, státní úředník a politik. Během let 1925–1938 působil jako předseda Nejvyššího správního soudu. V listopadu 1938 byl zvolen prezidentem pomnichovské Česko-Slovenské republiky. Po obsazení zbytku Čech, Moravy a Slezska nacistickým Německem dne 15. března 1939 a vytvoření protektorátu Čechy a Morava (16. března 1939) setrval ve funkci jako protektorátní státní prezident, kterým zůstal až do zániku protektorátu v květnu 1945. Méně známá je jeho činnost právně-teoretická, literární a překladatelská.

## Život

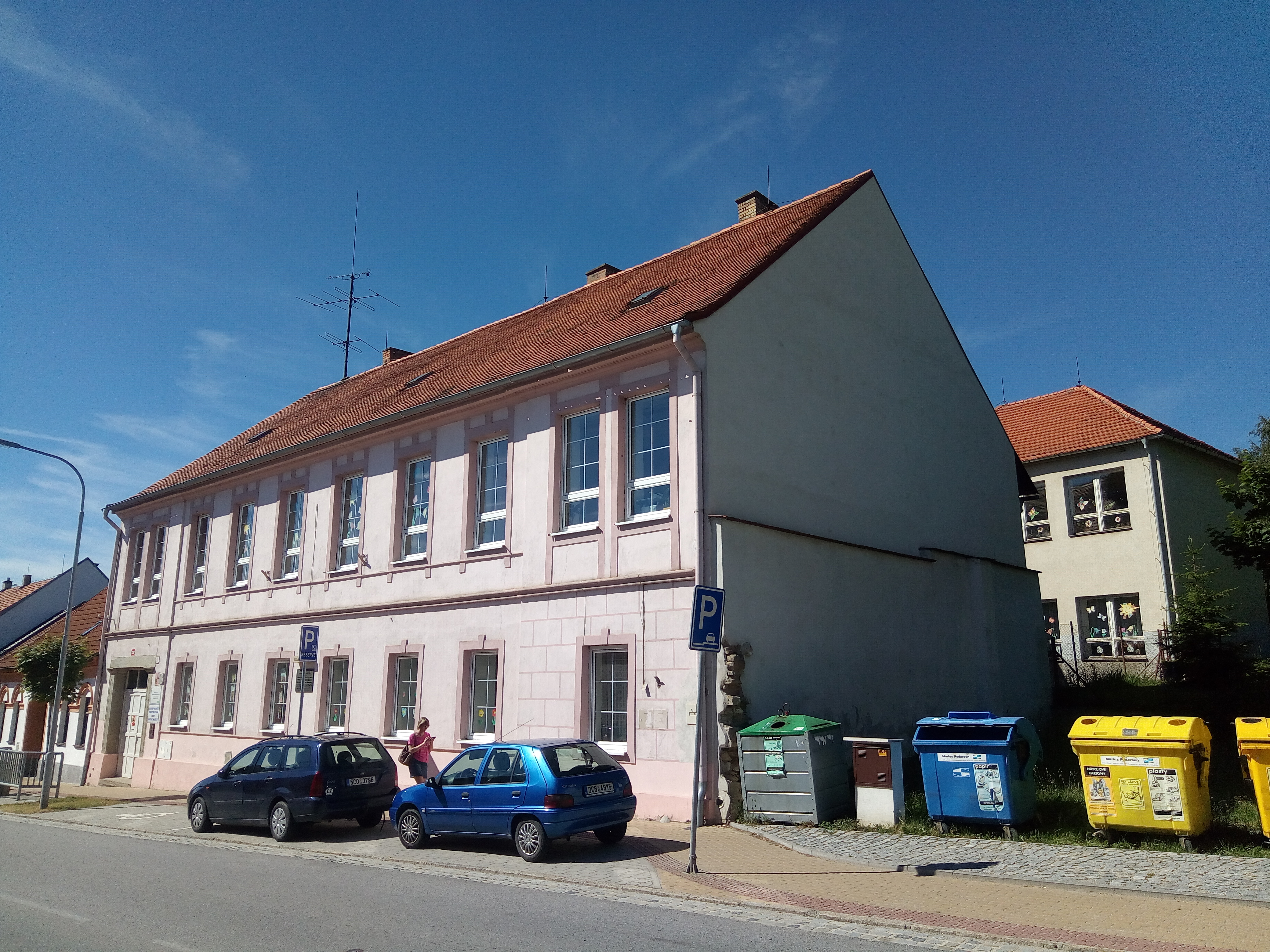
Rodný dům Emila Háchy

### Mládí
Narodil se v Trhových Svinech jako Emil Dominik Josef Hácha do rodiny berního úředníka Josefa Emanuela Háchy (1832–1884) a jeho manželky Marie Karolíny Pavlíny Háchové, roz. Klausové (1837–1914). Od dětství byl zvyklý se sám vzdělávat, proto mu bylo povoleno nastoupit školní docházku přímo do druhé třídy. Absolvoval gymnázium v Českých Budějovicích, kde se spřátelil s Václavem Novotným, pozdějším historikem. V roce 1896 promoval s vyznamenáním na České Karlo–Ferdinandově univerzitě v Praze a v roce 1898 nastoupil k Českému místodržitelství v Praze. Roku 1902 se na Žižkově oženil s Marií Klausovou, svou sestřenicí z matčiny strany. V roce 1903 se jim narodila jediná dcera Milada.
Kromě plynné němčiny ovládal slovenštinu, angličtinu, francouzštinu, italštinu. Učil se též ruštině, polštině a slovinštině. V mládí byl zdatným turistou a alpinistou. Oblíbil si slovinské a julské Alpy, jako lyžař navštěvoval Krkonoše a Šumavu. Byl celoživotním silným kuřákem.

### Právník a soudce

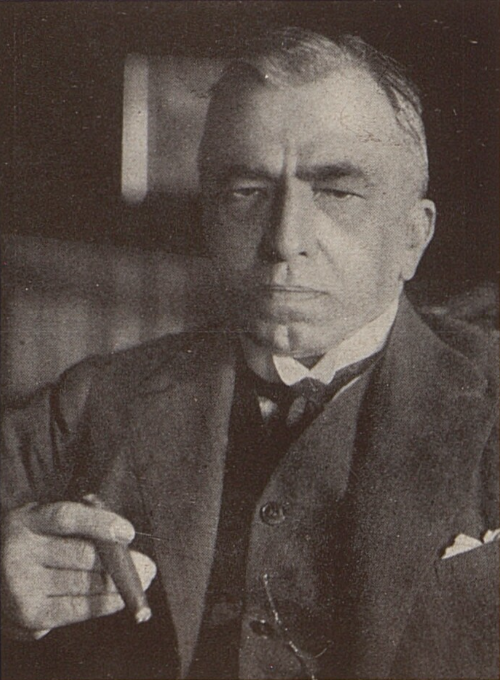
Hácha okolo roku 1925

Další právnické zkušenosti získal jako dvorní rada Správního soudního dvora ve Vídni mezi lety 1916–1918. Po vzniku Československa v roce 1918 se stal členem Nejvyššího správního soudu (NSS), který spolu s Ferdinandem Pantůčkem pomáhal založit. V roce 1920 obhájil svoji habilitační práci na Právnické fakultě UK, kde jako docent působil mezi lety 1924 a 1929. Po Pantůčkově smrti jej v červenci 1925 prezident Tomáš Garrigue Masaryk jmenoval druhým prezidentem NSS. Hácha se také podílel na tvorbě československé ústavy z roku 1920 a zákona o zemském zřízení z roku 1927.
Jako právník se stal ceněným pro svoje znalosti anglosaského zvykového práva a mezinárodního práva. V Československu byl členem legislativní rady vlády ČSR, České akademie a České učené společnosti. Uznáním Háchových hodnot bylo také členství u haagského rozhodčího soudu. Jako vrcholný státní úředník musel být bytostně apolitický a vyvarovat se jakýchkoliv politických projevů. Sám zastával pozici loajality k jakékoliv vládní garnituře ve smyslu britské veřejné služby. Byl silně věřícím katolíkem a v době první republiky svým přesvědčením patřil k příznivcům sociální demokracie. Emil Hácha bydlel s chotí Marií a dcerou v Praze-Střešovicích ve vile čp. 707/3 v ulici Nad vojenským hřbitovem, která byla v 50. letech 20. století nahrazena blokem tří bytovek.
Podle pamětí přednosty prezidentské kanceláře Jiřího Havelky byl Hácha vnitřně odpůrcem čechoslovakismu a ideje společného soužití Čechů a Slováků v jednom státě. Považoval Slováky za etnicky odlišné, kulturně méně vyspělé a se zcela rozdílným historickým vývojem. V pracovním životě však loajálně sledoval oficiální ideovou linii první republiky. T. G. Masaryka si upřímně považoval.

### Prezident druhé republiky
V roce 1938 Hácha prodělal v osobním životě dva otřesy. V únoru zemřela jeho manželka Marie, což jej velmi zdrtilo. Také se rozvedla jeho dcera Milada, která zůstala bezdětná. Hácha se cítil vyčerpaný a těšil se na brzký odchod do penze.
Dne 5. října v důsledku mnichovské dohody abdikoval prezident Edvard Beneš. Začalo hledání vhodné osobnosti na uprázdněný prezidentský post. Rudolf Beran, předseda Strany národní jednoty (SNJ), navrhl jako kandidáta Emila Háchu. Předsedovi vlády generálu Syrovému se kandidát zamlouval. Hácha byl pozván na schůzi ministerské rady, kde jej přesvědčovali, aby převzal prezidentskou funkci, což Hácha zprvu odmítal. Teprve po dalším jednání s Rudolfem Beranem Hácha souhlasil. Svému poradci Josefu Klimentovi se svěřil: „Víte, co se na mě chystá? Chtějí, abych byl správcem konkursní podstaty, budou prý mě navrhovat za presidenta republiky.“ Po přijetí ústavního zákona o autonomii Slovenska a Podkarpatské Rusi se Československá republika transformovala na spolkový stát, republiku Česko-Slovenskou. Následně začala volba nového prezidenta. Všechny české i slovenské politické strany se shodly na Háchovi jako jediném kandidátovi. Byl pro všechny přijatelný díky svým právním znalostem, rozhledu a apolitičnosti. Měl také administrativní zkušenosti s vedením větší instituce (NSS) Volba proběhla 30. listopadu 1938 v Rudolfinu. Emil Hácha byl jako jediný kandidát zvolen 272 hlasy poslanců a senátorů z 312.

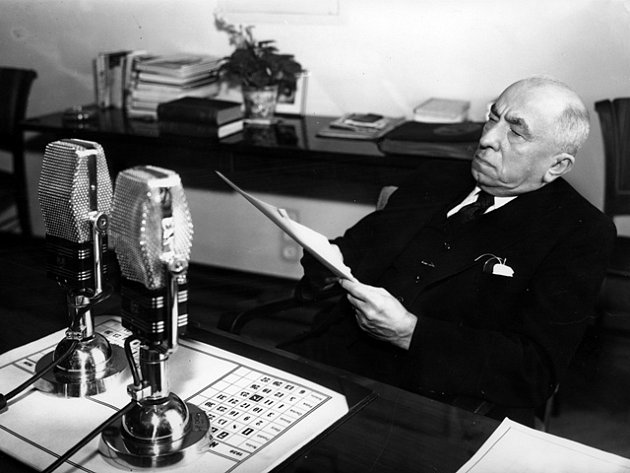
Emil Hácha ve své kanceláři při rozhlasovém vánočním projevu 24. prosince 1938

V zahraničním tisku byla osobnost Háchy a jeho zvolení hodnoceno kladně, a to i ze strany Německa a Velké Británie.. Na domácí scéně měl uznání hlavních politických stran sdružených v SNJ, sociálních demokratů, zástupců Slovenska a do určité míry i komunistů. Negativně se k němu stavěli čeští fašisté. Hácha sám považoval přijetí funkce za osobní oběť a opakovaně vyjadřoval naději, že ji bude vykonávat pouze dočasně. Na doporučení si za svého osobního tajemníka vybral Prokopa Drtinu, bývalého tajemníka Edvarda Beneše. Zanedlouho jej vystřídal Jiří Havelka.
Dne 1. prosince jmenoval Emil Hácha novou vládu v čele s Rudolfem Beranem, která nahradila vládu Jana Syrového. Národní shromáždění následně schválilo zmocňovací zákon, čímž byla v Česko-Slovensku nastolena tzv. autoritativní demokracie. Nový režim se snažil vycházet s nacistickým Německem i za cenu rozsáhlých ústupků a zároveň potlačovat domácí extremistické pravicové i levicové proudy. Začala také vznikat první protižidovská opatření.
Dne 24. prosince Hácha pronesl rozhlasový vánoční projev, ve kterém žádal národ o svornost a klid do budoucna.
Dne 26. prosince se sešel s několika slovenskými představiteli v čele s premiérem Jozefem Tisem a obvinil je, že se snaží Slovensko odtrhnout. Tiso to popřel a přislíbil vyloučit z vlády všechny separatisty. Nicméně představitelé ľudové strany, která se zmocnila vlády na Slovensku, tajně vyjednávali s nacisty o vyhlášení slovenské nezávislosti. V noci na 10. března proto Hácha vyhlásil stanné právo a Tisovu vládu sesadil. Moc na Slovensku převzala s Háchovým souhlasem československá armáda.
Situace se začala vyhrocovat. Dne 12. března propukly v českých zemích nepokoje a srážky mezi českým a německým obyvatelstvem, podněcované nacistickou propagandou. Dne 13. března odjel Tiso do Berlína na pozvání Adolfa Hitlera. Česká zpravodajská služba hlásila soustřeďování německých vojsk kolem českých hranic. Ministr zahraničí František Chvalkovský navrhl, aby Hácha odjel do Berlína za účelem vyjasnění německých požadavků a situace se Slovenskem. Hácha souhlasil a Chvalkovský následně požádal německého velvyslance o schůzku s Hitlerem. Odpoledne 14. března Hácha s Chvalkovským odjeli vlakem do Berlína. Po několikahodinovém čekání byli po 1 hodině ranní 15. března přijati v Říšském kancléřství. Zde jim Hitler ve svém monologu přednesl výčet domnělých českých prohřešků a zlých úmyslů vůči Německu. Nakonec oznámil, že české země budou v 6 hodin ráno okupovány německou armádou a jakýkoliv odpor bude zlomen. Hácha a Chvalkovský následně telefonicky nařídili Syrovému a Beranovi, aby armáda nekladla německým vojskům odpor. Poté dostali k podpisu všeobecně formulované politické prohlášení o „přijetí českého národa pod ochranu Německé říše“. Po Göringových výhrůžkách bombardování Prahy jej podepsali. Podepsat jménem vlády však Hácha odmítl. Hácha i Chvalkovský se domnívali, že okupace bude pouze dočasná a české země zůstanou autonomním celkem, pouze bez armády a vlastní zahraniční politiky, jak v tomto smyslu informovali vládu po svém návratu do Prahy večer 15. března.
Tuto iluzi vyvrátilo již 16. března odpoledne vyhlášení Protektorátu Čechy a Morava německým ministrem zahraničí von Ribbentropem na Pražském hradě za přítomnosti Adolfa Hitlera.

### Protektorát Čechy a Morava
Dne 21. března rozpustil prezident Hácha Národní shromáždění. Téhož dne bylo založeno Národní souručenství, jehož vznik Hácha inicioval, které mělo nahradit české politické strany 2. republiky a být zastřešující organizací obyvatelstva Protektorátu. Výbor Národního souručenství měl místo parlamentu plnit funkci reprezentativního tělesa. Jeho vedoucím byl Háchou jmenován Adolf Hrubý. Okupační moc sice Národní souručenství nezakázala, ale postupně jeho činnost potlačovala.
Po rozpuštění parlamentu se Háchovi podařilo přesvědčit Rudolfa Berana, aby prozatímně zůstal ministerským předsedou, dokud se nenajde náhradní kandidát. Novou vládu pak sestavil a uvedl v činnost 27. dubna 1939. Do čela této vlády postavil bývalého armádního generála Aloise Eliáše. Ten zpočátku nechtěl funkci přijmout, ale nakonec se k ní nechal přemluvit.
Hácha se mylně domníval, že němečtí nacisté budou respektovat uzavřené dohody a mezinárodní právní normy. V prvních letech svého působení ve funkci státního prezidenta byl velmi aktivním politikem, který se zasazoval za práva českého národa. Protestoval u říšského protektora Konstantina von Neuratha proti germanizaci, v říjnu 1939 odmítl slib věrnosti Hitlerovi a v listopadu 1939 požadoval propuštění zatčených vysokoškolských studentů, v mnoha případech úspěšně. V červnu 1940 v reakci na porážku Francie hitlerovskými vojsky odsoudil „klamnou orientaci zahraniční politiky“ v období první republiky a „překonané liberalisticko-demokratické myšlení“.
Od roku 1940 se u Háchy začaly pravidelně objevovat zdravotní problémy, které ho provázely až do konce života. Kvůli těmto komplikacím pro něj bylo stále obtížnější úřad vykonávat: opíral se zejména o předsedu vlády Eliáše a svého kancléře Jiřího Havelku.

#### Příchod Heydricha
Po příchodu Reinharda Heydricha do Prahy v září 1941 a zatčení protektorátního premiéra Aloise Eliáše se Hácha dostal pod zvýšený tlak okupantů. Hácha se po zatčení Eliáše dostavil s protestem k Heydrichovi, ten ho však s protestem vyhodil.[zdroj?] Téhož roku funkci vedoucího Kanceláře prezidenta republiky na nátlak nacistů opustil kancléř Jiří Havelka, kterého nahradil August Adolf Popelka. Roku 1941 přišla také jediná šance doktora Háchy podat demisi, po hlasování vlády (4 hlasy pro odstoupení, 4 proti odstoupení a 1 se zdržel)[zdroj?] ale celá vláda zůstala na svém místě do ledna 1942. Dne 19. ledna 1942 jmenoval Hácha novou vládu vedenou Jaroslavem Krejčím. V této vládě poprvé usedl i Emanuel Moravec na postu ministra školství a lidové osvěty. Hácha v této době na nátlak Moravce a Heydricha ustupoval a čím dál méně zasahoval do politiky Protektorátu. V dubnu 1942 předal prezident Hácha Reinhardu Heydrichovi sanitní vlak jako dar Českého obyvatelstva k narozeninám Adolfa Hitlera.[zdroj?]
Osudovým zlomem v jeho životě se stal atentát na Reinharda Heydricha, který v květnu 1942 provedli českoslovenští výsadkáři. Terorizování českého národa během heydrichiády a osobní nátlak nacistů v čele s Karlem Hermannem Frankem a ministrem školství a lidové osvěty Emanuelem Moravcem podlomily zdravotní a duševní stav státního prezidenta. Podle některých historiků měl Hácha rezignovat po zatčení premiéra Eliáše nebo po atentátu na Heydricha a následných represích.
Od této chvíle nacisté Háchu využívali jako symbol propagovaného „protektorátního vlastenectví v rámci Německé říše“. Nejvyšší úrovně dosáhlo toto zneužití po atentátu na Heydricha a jeho smrti, přičemž tyto události vyšly do stejného období jako státní oslavy Háchových 70. narozenin. V rozhlasovém projevu ze dne 30. května 1942 ostře odsoudil jak atentát, tak i činnost Benešovy exilové vlády. V době, kdy nacisté vypálili Lidice a Ležáky a občané na masových shromážděních vyjadřovali svou podporu Německé říši, přijal Hácha osobní dar Adolfa Hitlera – luxusní automobil Mercedes – a vyšla obsáhlá publikace Jihočech Emil Hácha (její obrazovou část vytvořil významný reportér Karel Hájek, grafickou úpravu vytvořil Jiří Trnka).
| „                                                                  | Prosím vás, abyste si ještě jednou uvědomili velkomyslnost Adolfa Hitlera, který od českého národa nic jiného nežádal, než aby tento národ šel klidně za svou prací. Je proto přirozené, že nevděk za tuto velkorysost musí být potrestán všude tam, kde se projeví a že tím spíše musí býti potrestána věrolomnost, která nevděk stupňuje až do zrady. … Není Čechem, kdo se protiví Velkoněmecké říši a kdo tím zločinně hraje o jednou zaručená práva. Není Čechem, kdo jde s Anglií a se sovětským Ruskem, není Čechem, kdo do našich krajů vnáší rozklad, zradu a zločin. Pro tyto lidi nemějte slitování. Jde o zločinné žháře, kteří nás chtějí připravit o rodnou střechu nad hlavou, o náš drahý český domov. Tyto zrádce, na prvém místě pana Beneše, jsme navždy vyloučili z národa. | “ |
| — Poselství pana státního presidenta českému lidu 19. června 1942. | |   |

#### Po atentátu na Heydricha
Dne 3. července 1942 se na Václavském náměstí v Praze konala manifestace české loajality vůči Německé říši, které se zúčastnilo 200 000 občanů v čele s Háchou a Moravcem. Háchovo zdraví se vlivem pokračující aterosklerózy rychle zhoršovalo. Při přijetí nového zastupujícího říšského protektora Kurta Dalluegeho se Hácha pohyboval dezorientovaně a nevěděl, co se děje.[zdroj?] Tyto záchvaty pak prezidenta Háchu provázely až dokonce života. Od roku 1943 se téměř neukazoval na veřejnosti a pobýval převážně na zámku v Lánech. Většinu administrativní práce úřadu prezidenta vykonával kancléř Popelka. I přes špatný zdravotní stav prezident pomáhal českým odbojářům v Lánech (poskytoval peníze na jídlo a ošacení hledaných osob; kvůli častému styku s nacistickou mocí ovšem nemohl odboj naplno podpořit). Několikrát údajně žádal svého lékaře doktora Maixnera o jed, aby mohl spáchat sebevraždu. V průběhu roku 1943 několikrát požádal o podání demise, ta mu byla však pokaždé zamítnuta. V roce 1944 byl zdravotní stav prezidenta Háchy natolik kritický, že nedokázal předčítat oslavné projevy do rozhlasu. V této době mu projevy psal výhradně Emanuel Moravec, který v nich často zmiňoval velikou důvěru k nacistickému Německu. Hácha už nezvládal projevy předčítat a projev k 5. výročí vzniku protektorátu nedokázal dokončit (projev navíc zněl, jako by se prezident loučil se životem).[zdroj?]
V posledních měsících před koncem okupace už nemohl mluvit, selhávala mu paměť a nepoznával lidi. Podle vyprávění jeho dcery Milady Rádlové se nebyl schopný ani sám najíst a převléct.[zdroj?] 19. ledna 1945 ještě jmenoval těžce nemocný Hácha vládu Richarda Bienerta. Byl to ovšem jeho poslední krok v úřadu státního prezidenta.

#### Smrt
Dne 13. května 1945 byl Emil Hácha na příkaz Václava Noska zatčen na lánském zámku a dopraven do vězeňské nemocnice na Pankráci. Lékař žádal jeho převoz do sanatoria, ten však nebyl umožněn. Edvard Beneš, který se 16. května 1945 vrátil do Prahy, později řekl, že „to se nemělo stát“; ale sám pro něj nic neučinil. Dozorci ve vězení na bývalého prezidenta močili,[zdroj⁠?!] kopali ho a zesměšňovali. Podávali mu stravu, kterou nemohl požít. Hácha tak 27. června 1945 ve věznici zemřel (někdy se jako datum úmrtí mylně označuje 1. červen).[ve zdroji nenalezeno] Tajný pohřeb Emila Háchy proběhl o tři dny později na Vinohradském hřbitově, obřadu se směla zúčastnit jenom dcera Milada s bývalým manželem a trval asi jen čtvrt hodiny. Na rodinné hrobce pak Hácha neměl ani uvedeno jméno (z příkazu ministra vnitra Václava Noska), to bylo doplněno až na podzim 1994.
Národní soud po válce rozhodl, že v důsledku špatného zdravotního stavu neodpovídal Hácha od ledna 1943 za své činy.

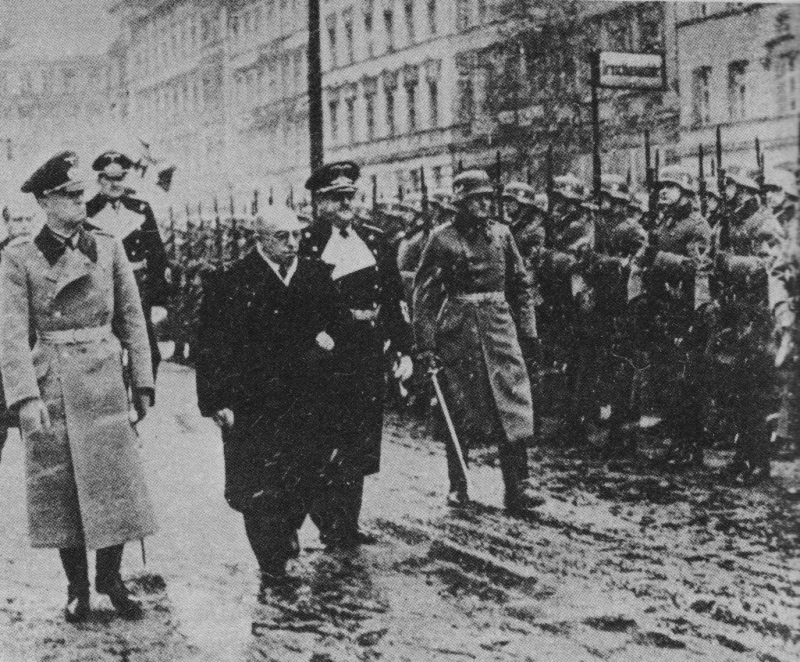
Hácha na přehlídce čestné jednotky v Berlíně 15. března 1939
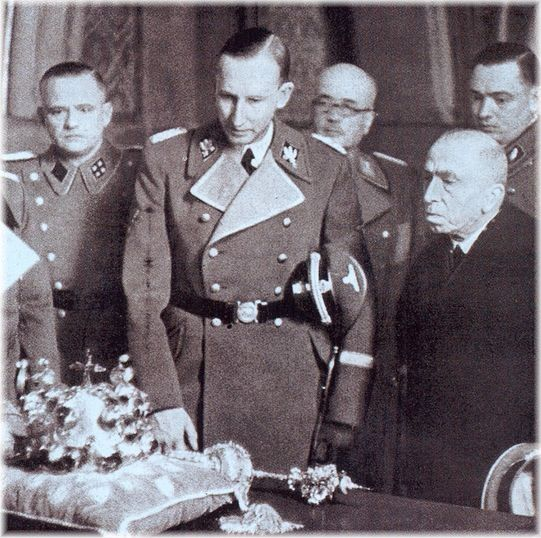
Emil Hácha představuje Reinhardu Heydrichovi české korunovační klenoty
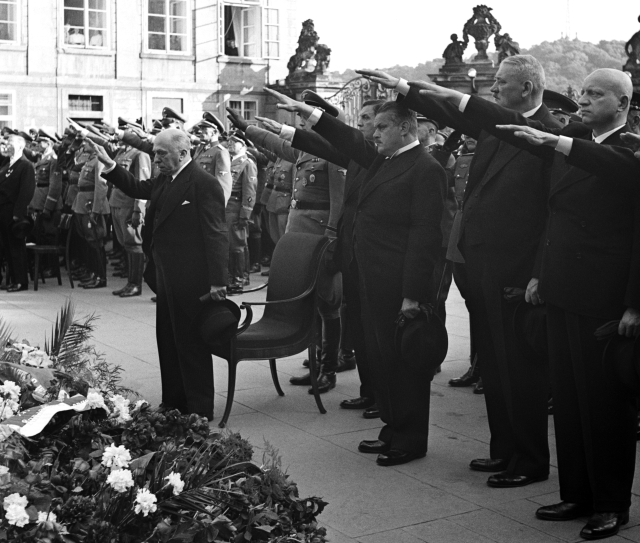
Hácha, Emanuel Moravec, Richard Bienert a další členové protektorátní vlády v červnu 1942
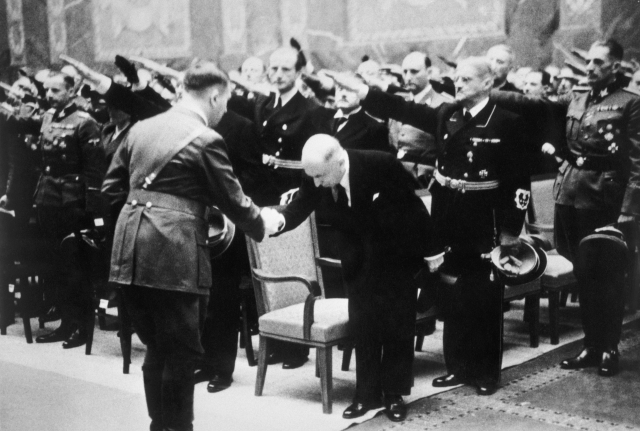
Hácha se 9. června 1942 setkává v Berlíně s Hitlerem na pohřbu Reinharda Heydricha
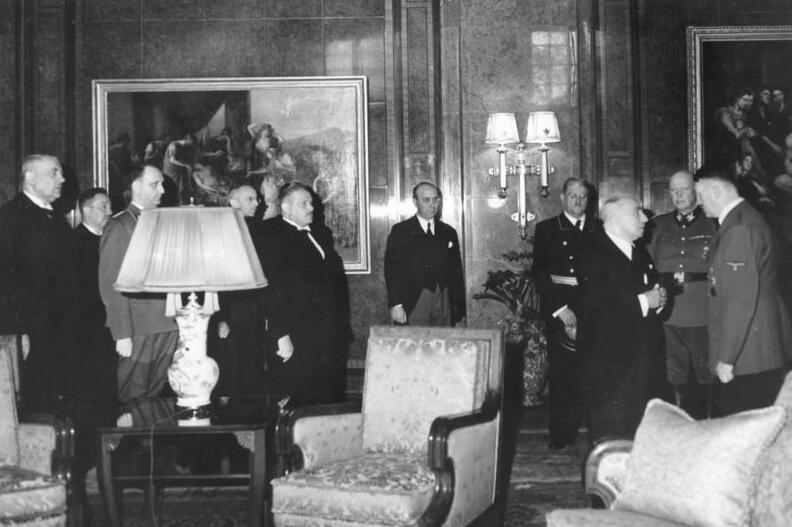
Hácha v doprovodu členů protektorátní vlády rozmlouvá s Hitlerem u příležitosti pohřbu Reinharda Heydricha[p 6]

## Odkaz

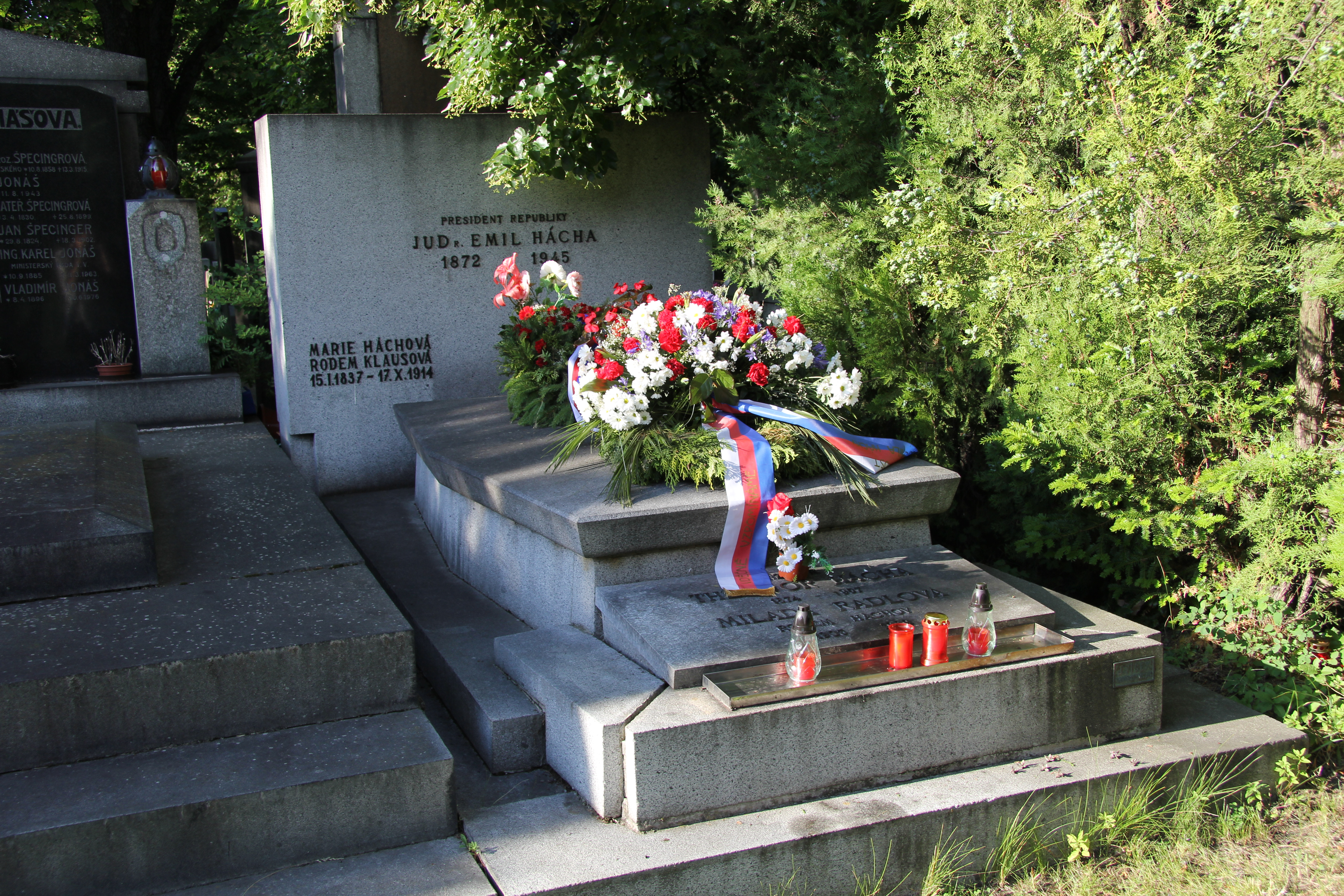
Hrob Emila Háchy na Vinohradském hřbitově

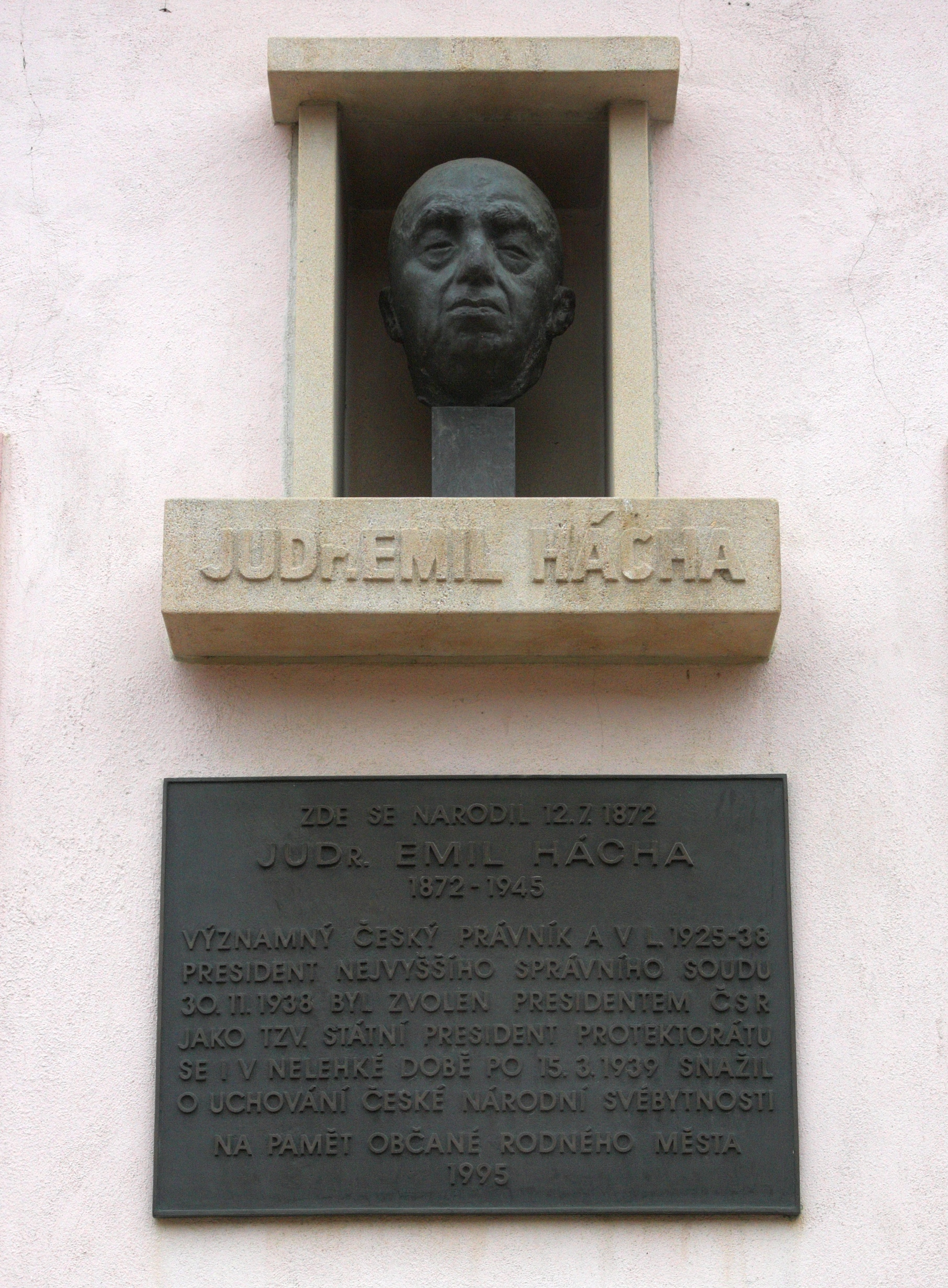
Busta a pamětní deska na rodném domě Emila Háchy v Trhových Svinech

Velká část Háchovy literární pozůstalosti a fotografická dokumentace o něm jsou dnes uchovány v Archivu Kanceláře prezidenta republiky.
Pamětní deska připomínající návštěvu prezidenta Háchy dne 14. května 1941 byla odhalena v roce 2017 ve Slaném.
Česká pošta vydala v roce 2018 poštovní známku s portrétem Emila Háchy, ovšem ne v oficiální emisi. Komise pouze schválila její vydání jako tzv. vlastní známku.

### Obraz Emila Háchy ve filmu a televizi
Osobnost Emila Háchy se objevila i v několika českých filmech a seriálech:
- Noc rozhodnutí (1993, televizní film, režie Pavel Háša, roli E. Háchy hrál Rudolf Hrušínský)[61]
- Bohéma (2017, šestidílný televizní seriál, režie Robert Sedláček, v roli E. Háchy Jiří Čapka)
- Anatomie zrady (2020, dvoudílný televizní film, režie Biser Arichtev, v roli E. Háchy Milan Kňažko)[62]

## Výběr z díla
- Omyly a přeludy, 1939, sbírka básní vydaná anonymně jako soukromý tisk
- Slovník veřejného práva československého, 1927–1939, redigoval
- Tři muži ve člunu (kromě psa), 1902, František Topič (Three Men in a Boat (To say nothing of the Dog), Jerome Klapka Jerome, 1889), přeložil spolu s bratrem Theodorem Háchou